# Édouard Branly
Pour les articles homonymes, voir Branly.
Édouard Branly, né le 23 octobre 1844 à Amiens et mort le 24 mars 1940 à Paris 5e, est un physicien et médecin français.
Il découvre le principe de la radioconduction et celui de la télémécanique. Il est l'un des précurseurs de la radio et l’inventeur du cohéreur.

## Biographie
Grâce à la découverte par Branly du radioconducteur et ses travaux sur le principe de la radioconduction, Guglielmo Marconi effectue, en 1899, les liaisons radiotélégraphiques qui marquent la naissance de la télégraphie sans fil. Quelques années plus tard, il découvre le principe de la télémécanique, qui est le fondement de la télécommande actuelle.
Édouard Branly est le type même du savant travailleur, passionné, désintéressé et opiniâtre de cette époque. Catholique convaincu, il se bat toute sa vie pour obtenir des conditions de travail décentes à l'Institut catholique de Paris et lutte contre l'opposition des milieux universitaires et scientifiques anticléricaux.

### Enfance et formation
Édouard Branly naît rue Martin-Bleu-Dieu à Amiens, le 23 octobre 1844. Il est le premier enfant d'Édouard Joseph Branly, maître d'études au collège royal d'Amiens, et d'Elisa Gillion. Son père, ami de Paul Desains, est nommé professeur au collège communal de Saint-Quentin, où s'établit la famille en 1845. Un deuxième enfant, prénommé Edgar, voit le jour en 1851. Élève brillant, Édouard est scolarisé à partir de 1852 au collège de Saint-Quentin qui devient un lycée impérial de 3e classe en 1853. Il entre en classe de 6e en 1854 dans la division des lettres. En 1860, à la fin de la classe de rhétorique, sans faire l'année de logique, il obtient, à l'âge de 16 ans, le baccalauréat ès lettres devant la faculté des lettres de Douai. Edouard Branly souhaite cependant se consacrer aux sciences. Il prépare donc le baccalauréat ès sciences, qu'il passe l'année suivante devant la faculté des sciences de Paris. Il fait ensuite des études supérieures en classe de mathématiques spéciales au lycée Napoléon où il a pour professeur de physique Édouard Desains, puis, de 1865 à 1868, à l'École normale supérieure, où il suit les conférences de physique de Bertin-Mourot, et à la faculté des sciences de Paris, où il suit les cours de physique de Paul Desains et Jules Jamin et obtient les licences ès sciences mathématiques et ès sciences physiques en 1867.

## Carrière
Nommé agrégé des sciences physiques et naturelles en 1868, il est affecté brièvement au lycée de Bourges avant d'être nommé en 1869 chef des travaux du laboratoire d'enseignement de physique de la faculté des sciences de Paris et de l’École pratique des hautes études, dirigé par Paul Desains. Durant la guerre de 1870 il est sous-lieutenant du génie auxiliaire. Il est nommé directeur-adjoint après l'obtention du doctorat ès sciences physiques devant la faculté des sciences de Paris en 1873 (thèse de physique sur les phénomènes électrostatiques dans les piles). Sa première communication à l'Académie des sciences, cosignée avec Desains, porte sur le rayonnement solaire,.
Il enseigna au collège Rollin durant l'année scolaire 1874-1875. En 1876, il quitte la faculté pour devenir professeur à l'Institut catholique de Paris, nouvellement créé. En 1877 il reprend des études de médecine et obtient le doctorat en 1882 avec une thèse sur le dosage de l'hémoglobine et le traitement des malades anémiés. À partir de 1896, il pratique la médecine en parallèle avec l'enseignement et la recherche à l'Institut catholique.

### Recherches et découvertes

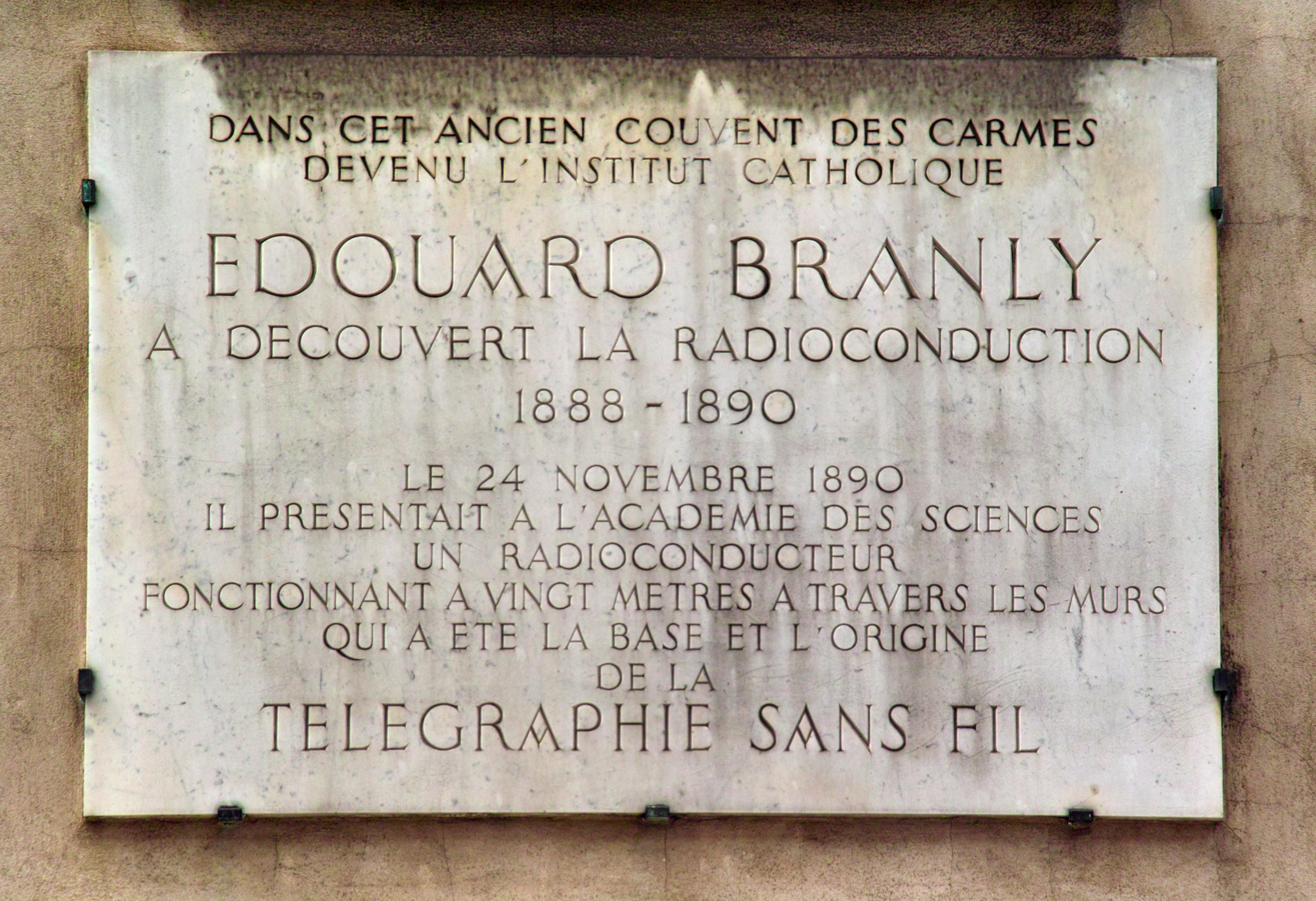
Plaque en hommage à Édouard Branly au no 74 rue de Vaugirard, sur la façade de l'Institut Catholique de Paris, pour sa découverte de la radioconduction.

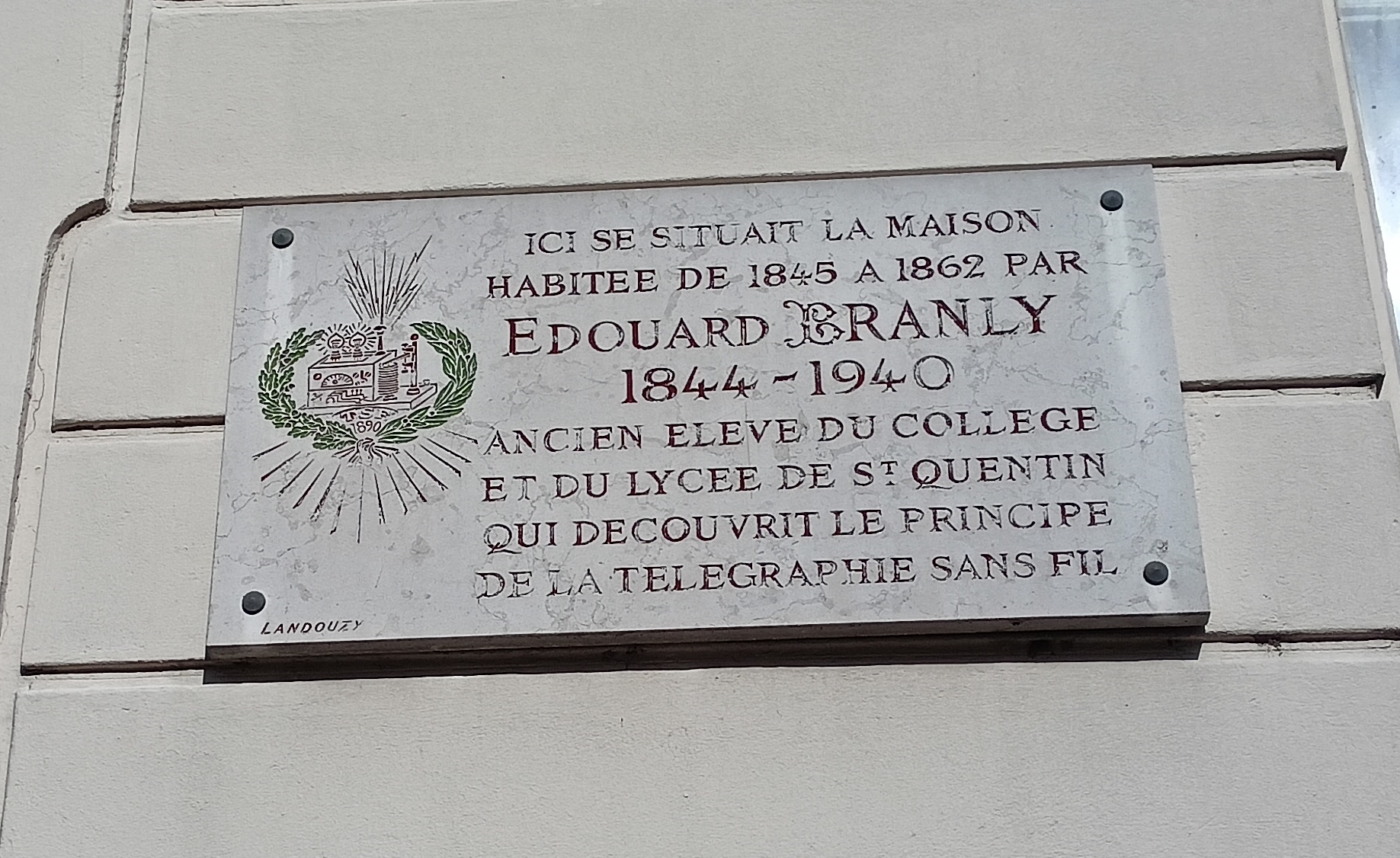
Plaque hommage à Edouard Branly, Rue des Suzannes à Saint-Quentin.

- 1890 : découverte du principe de la radioconduction et mise au point du radioconducteur basé sur le tube à limaille. Travaux sur la photoélectricité.
- 1895 : recherche sur les contacts imparfaits.
- 1895 : mise au point du trépied-disque, le « radioconducteur à contact unique ».
- 1905 : invente la télémécanique.
- 1911 : recherches sur les diélectriques minces.
- l'antenne, une tige métallique, aussi l'auteur de recherches sur la décharge des corps électrisés sous l'influence de la lumière et d'expériences de télécommande.

### Événements

#### Honneurs
- 1898 : lauréat de l'Académie des sciences (prix Houllevigue).
- 1900 : Grand prix de l'Exposition universelle.
- 1900 : chevalier de la Légion d'honneur, avec la mention dans le Journal officiel : « a découvert le principe de la télégraphie sans fil ».
- 1903 : prix Osiris (partagé avec Pierre Curie) de l'Institut de France[7].
- 1910 : Grand prix d'Argenteuil de la Société d'encouragement à l'industrie nationale.
- 1910 : élu membre associé de l'Académie royale de Belgique[8].
- 1911 : élu membre à l'Académie des sciences le 23 janvier.
- 1933 : grand-officier de la Légion d'honneur[2].
- 1938 : grand-croix de la Légion d'honneur[2].
- 1938 : élevé à la dignité de commandeur de l’ordre de Saint-Grégoire-le-Grand par le pape Léon XIII.

#### Actions de la comtesse Greffulhe
Édouard Branly fait la connaissance d'Élisabeth de Caraman Chimay, comtesse Greffulhe, en 1902, par l'intermédiaire d'Albert de Mun. La comtesse Greffulhe se passionne pour ses travaux, visite son laboratoire, se fait expliquer le principe de la radioconduction et les expériences en cours. Elle prend conscience de la vétusté du laboratoire et des conditions de travail difficiles du physicien, elle lui apporte une aide efficace à plusieurs reprises grâce à ses relations.
- Elle convainc Maurice Bunau-Varilla directeur du Matin d'organiser une conférence sur la télémécanique au Trocadéro en juin 1905[10].
- En 1905, elle organise dans sa propriété de Bois-Boudran, en Seine-et-Marne, une démonstration de radiotransmission de la voix sur trois kilomètres, à laquelle elle convie le tout-Paris. Marcel Proust figure parmi les invités à cette manifestation[11].
- Elle intervient auprès d'Alexandre Millerand, alors ministre des Travaux publics, pour le renouvellement du bail de l'Institut catholique à la fin de l'année 1909.
- Par l'intermédiaire de sa sœur Ghislaine de Caraman Chimay elle introduit Édouard Branly à la cour de Belgique et le présente au roi Albert Ier. Il est élu membre associé de l'Académie royale en 1910.

### Famille

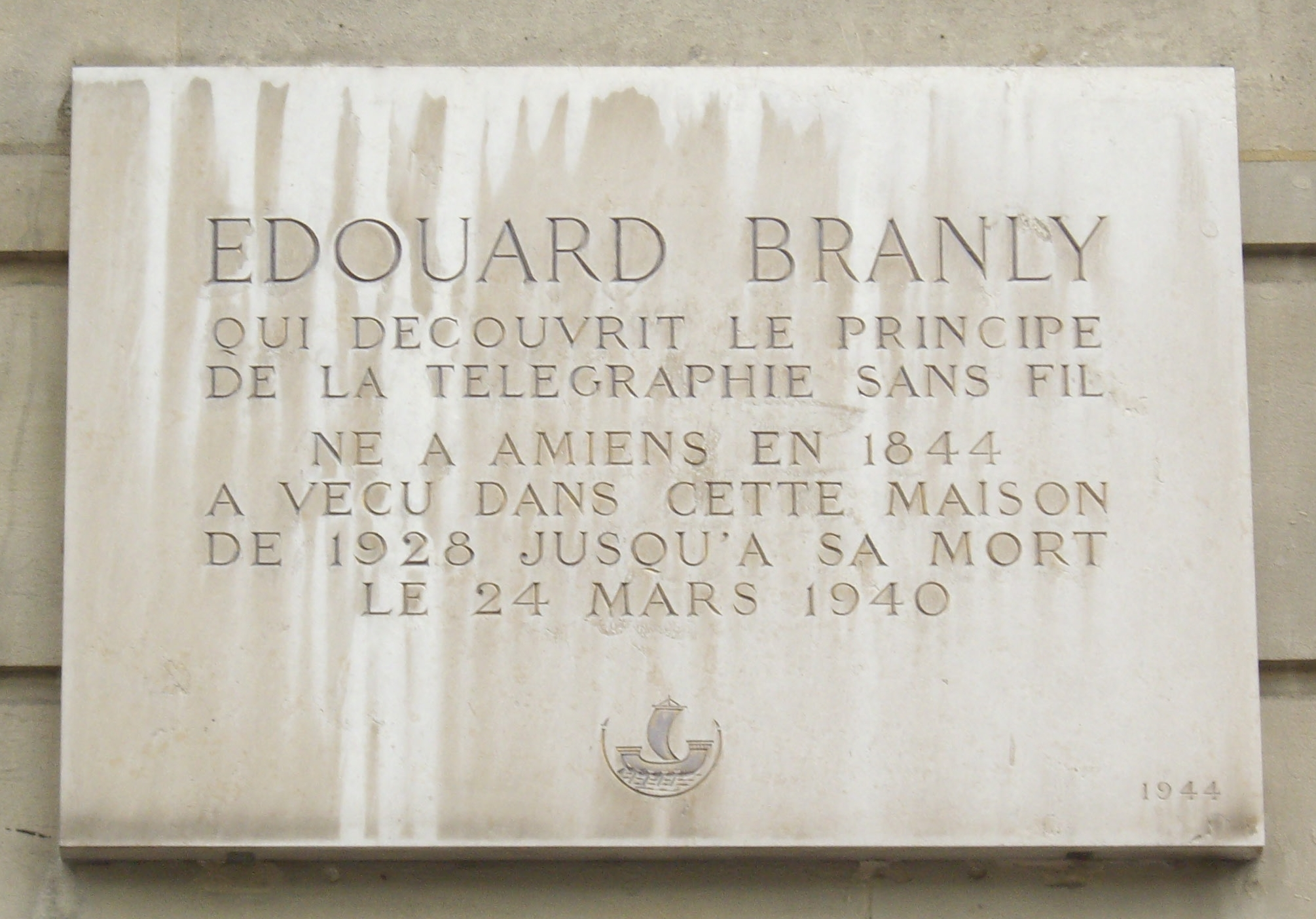
Plaque au no 87 boulevard Saint-Michel (Paris).

- 1882 : mariage à Verdun le 8 juillet avec Marie Lagarde.
- Trois enfants : Jeanne (1883-1977)[12], Étienne (1885-1953)[13] et Élisabeth (1889-1972), épouse de Paul Tournon.
- 1927 : décès de madame Branly le 25 avril en Belgique.
- De 1928 à 1940, Branly habite 87 boulevard Saint-Michel, à Paris[14],[15],[c].

Le 24 mars 1940, Édouard Branly s'éteint à Paris en son domicile 87 boulevard Saint-Michel Paris 5e qui était occupé par M. et Mme Tournon, ses gendre et fille, où il était revenu après avoir passé quelques mois en Haute-Vienne à la suite de la déclaration de guerre.

Ses funérailles nationales sont célébrées à Notre-Dame par le cardinal Verdier le 30 mars, l'éloge funèbre est prononcé par le Ministre de l’Éducation nationale Albert Sarraut en présence du Président de la République Albert Lebrun. Branly est inhumé au cimetière du Père-Lachaise (division 10) à Paris. Ses traits nous restent fixés par le portrait que peignit Maurice Asselin en 1936, aujourd'hui conservé au Musée Toulouse-Lautrec d'Albi.

Signature de la comtesse Greffulhe. Billet à Édouard Branly, 1905.

#### Autres
- 1871 : participe à la défense de Paris.
- 1932 : inauguration du nouveau laboratoire à l'Institut catholique.

### Hommages

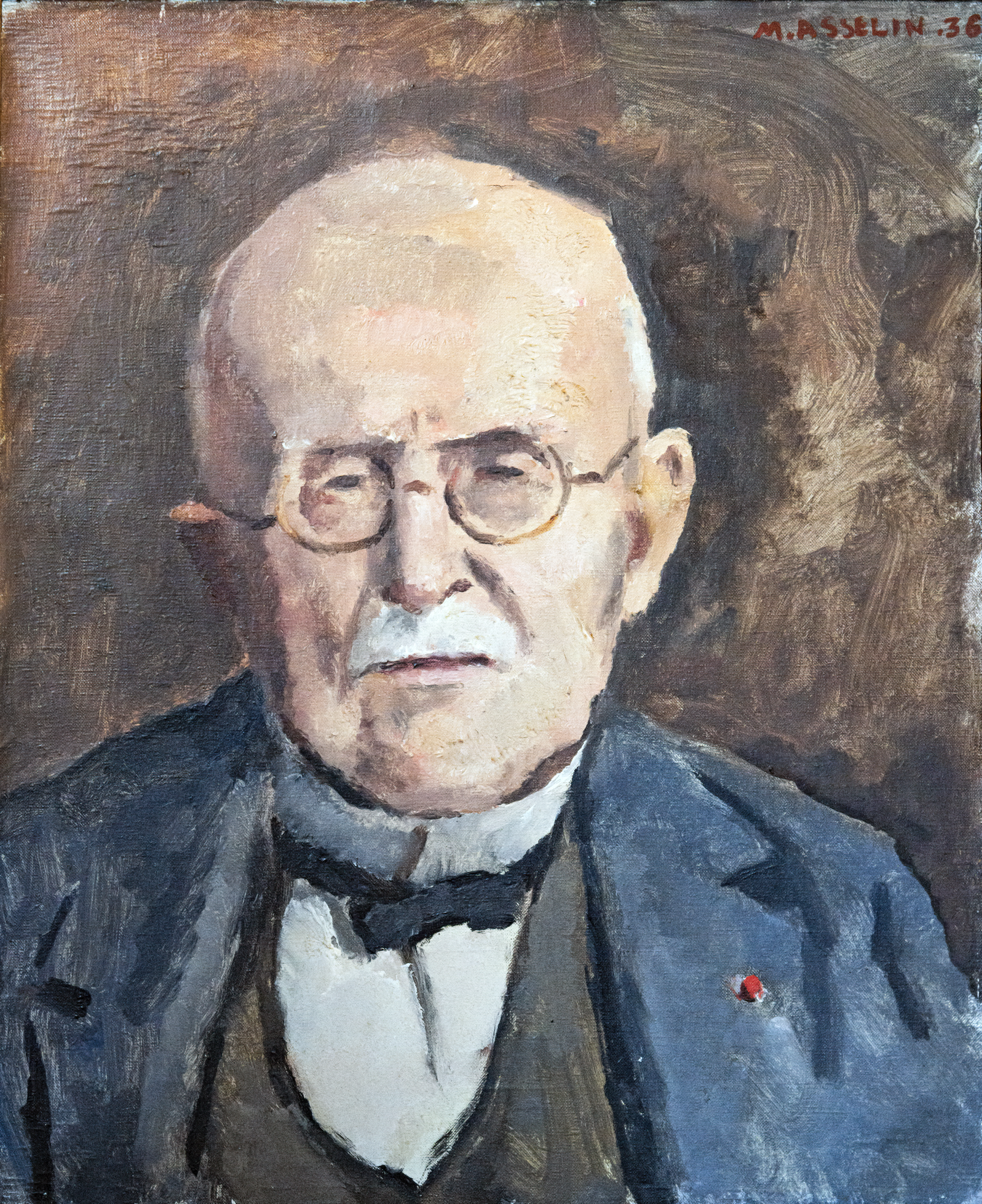
Portrait du professeur Branly de Maurice Asselin, 1936, musée Toulouse-Lautrec.

Le musée Toulouse-Lautrec d'Albi conserve un Portrait du professeur Branly, toile peinte par Maurice Asselin en 1936.
Un Monument à Édouard Branly, par Carlo Sarrabezolles (1888-1971), a été inauguré à Paris au jardin du Luxembourg en 1932. Un musée situé dans son ancien laboratoire au sein de l'Institut Catholique de Paris, rue d'Assas à Paris, lui est consacré.
Au moins huit lycées en France portent le nom d'Édouard Branly : à Amiens, Boulogne-sur-Mer, Châtellerault, Créteil, Dreux, La Roche-sur-Yon, Lyon, Nogent-sur-Marne.
À Paris, une partie du quai d’Orsay a porté le nom de quai Branly de 1941 à septembre 2019, lorsqu’Anne Hidalgo l’a débaptisé pour le renommer quai Jacques-Chirac.
À Amiens, une esplanade porte son nom sur laquelle se dresse l'église Saint-Honoré construite par son gendre, Paul Tournon. La façade présente une mosaïque, réalisée par Florence Tournon-Branly, la petite-fille du savant.
À Montreuil, une rue et l'un des quatorze quartiers de la ville portent son nom. A Sarcelles, une rue porte son nom depuis les années 1960. À Forest (Bruxelles) une rue porte son nom et à Toulouse une allée près de la place du Busca. Il existe aussi une rue Édouard-Branly à Issy-les-Moulineaux, à Palaiseau, à Lannion et à Tréboul (Finistère).

## Travaux

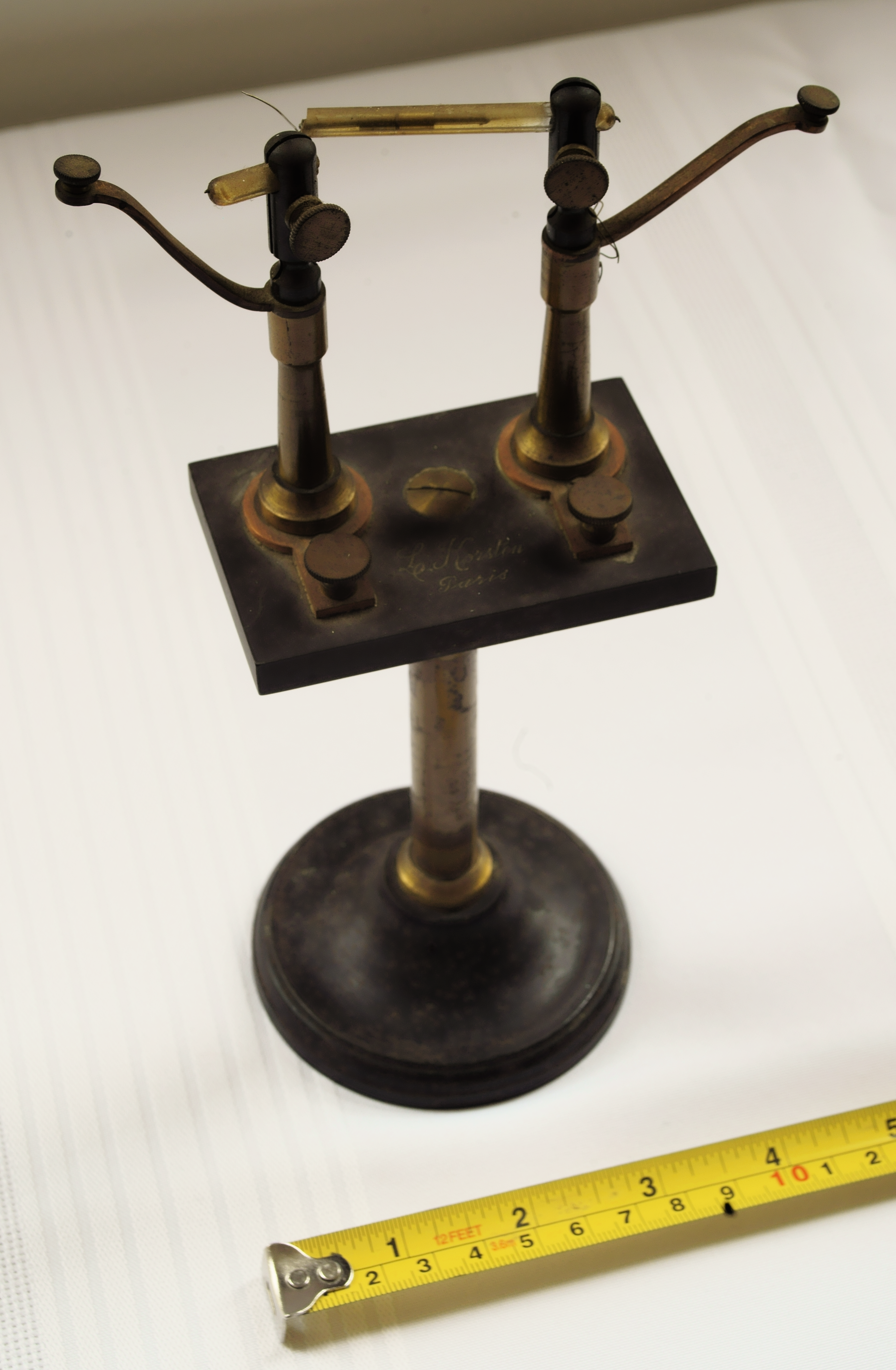
Tube de Branly (portant le no 78) pour la détection radio.

### Expérience fondamentale sur la radioconduction

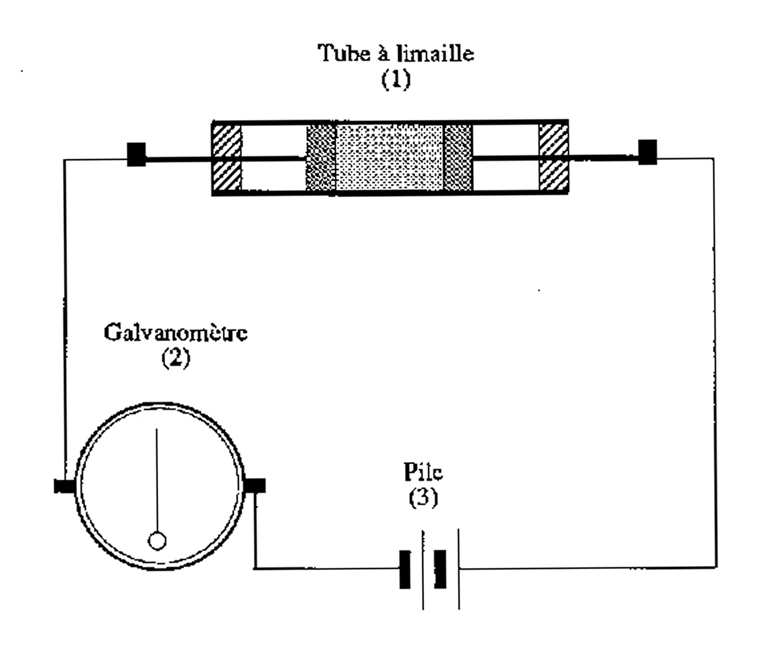
Schéma du radioconducteur d’Édouard Branly.

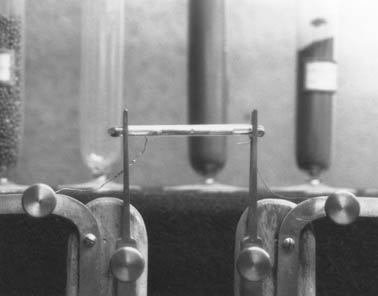
Tube à limaille.

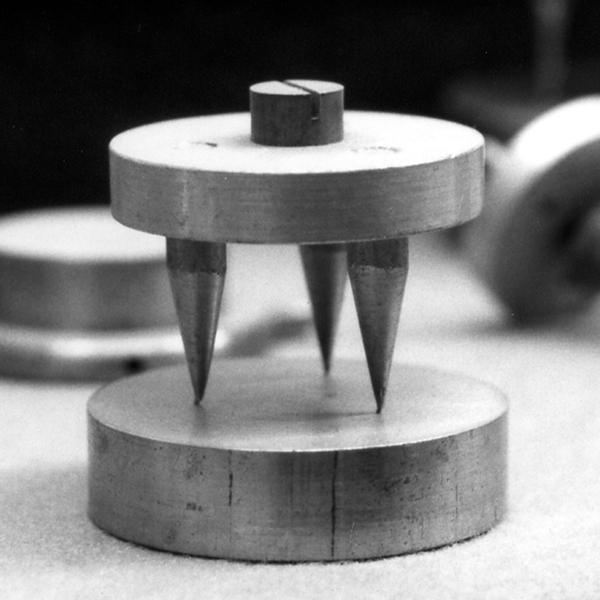
Trépied-disque conçu par Édouard Branly.

L'expérience fondamentale fut réalisée par Édouard Branly et son préparateur Gendron, le 20 novembre 1890.
Description de l'expérience :
Dans une salle de cours, se trouve un éclateur à étincelles dont les boules sont les pôles d'une machine électrostatique de Wimshurst. Dans une salle éloignée de la salle de cours et séparée d'elle par trois pièces est installé un circuit (voir schéma ci-contre) comportant une pile (3), un galvanomètre (2) et un tube de verre étroit contenant un peu de limaille métallique intercalée entre deux tiges conductrices (1). L'éclateur et le circuit sont séparés par une distance de 25 mètres et plusieurs murs.
Si, à un moment donné, une étincelle est produite au niveau de l'éclateur, la limaille devient instantanément conductrice et le galvanomètre accuse une déviation qui indique le passage d'un courant.
Un très léger choc sur le tube à limaille supprime le courant, une nouvelle étincelle entre les pôles de l'éclateur le rétablit.
Édouard Branly vient donc de commander à distance, la fermeture d'un circuit électrique, sans qu'il y ait de lien matériel entre l'organe de commande (le générateur d'étincelles) et le tube à limaille, celui-ci agissant comme un organe sensible aux ondes électriques produites par l'éclatement de l'étincelle.
Après des années de recherches sur la déperdition des charges électriques d'un corps électrisé soumis à l'action de la lumière, Édouard Branly vient de mettre en évidence le principe de la « radioconduction » et baptise le tube à limaille du nom de « radioconducteur ».
Édouard Branly présente cette expérience dans une communication, désormais célèbre, devant l'Académie des sciences le 24 novembre 1890.

#### Radioconducteur ou cohéreur?
À l'issue de l'expérience fondamentale du 20 novembre 1890, Édouard Branly, constatant que la conductibilité du tube à limaille varie sous l'effet de radiations, donne au dispositif le nom de « radioconducteur ».
En 1894, Sir Oliver Lodge, professeur de physique à l'université de Liverpool en Grande-Bretagne, fait une série d'expériences à partir des travaux d’Édouard Branly. Il ajoute au tube à limaille un trembleur qui permet d'interrompre automatiquement le passage du courant. Il émet une théorie pour expliquer le phénomène de la radioconduction : « Sous l'action des ondes électriques, des étincelles microscopiques se produisent entre les grains de limaille et établissent ainsi le contact électrique […] ». Pour décrire ce phénomène Sir O. Lodge utilise le verbe anglais to cohere qui va être à l'origine du néologisme « cohéreur » en France.
Édouard Branly déclare devant la Société des électriciens en février 1898 : « Lodge appelle le tube à limaille coherer. Je combats cette appellation qui traduit une interprétation inexacte du phénomène ; j'ai fait voir, en effet, que des agglomérés solides de poudre métallique et d'isolants où les particules sont fixes se comportent en tout comme la limaille à particules mobiles […] »,.

### Radioconducteur et contacts imparfaits
Édouard Branly multiplie les expériences et remplace les grains de limaille tout d'abord par des billes d'acier poli, puis par des disques métalliques, le phénomène de radioconduction persiste. Il utilise des métaux différents et teste l'influence de l'oxydation. Il constate une nette amélioration de la sensibilité du radioconducteur lorsque le contact se fait entre métal oxydé et métal poli. Il imagine alors un nouveau type de radioconducteur :
« Trois tiges métalliques, de même nature, parallèles, de 2 mm de diamètre environ, sont réunies à leur partie supérieure par un disque qui les relie à l'un des pôles d'un élément de pile ; les extrémités inférieures, de diamètre réduit, nettoyées, polies, puis oxydées, reposent librement sur un plan d'acier poli, relié au second pôle de l'élément de pile […] »
C'est le trépied-disque (voir photo ci-contre) qui va se révéler beaucoup plus efficace que le tube à limaille.
Le 12 février 1894, il fait une communication à l'Académie des sciences sur la théorie des contacts imparfaits :
« […] on peut regarder comme démontré qu'il n'est pas nécessaire que les particules d'un conducteur soient en contact pour livrer passage à un courant électrique. Dans ce cas, l'isolant sert principalement à maintenir un certain intervalle entre les particules […] »

### Le radioconducteur et la télégraphie sans fil

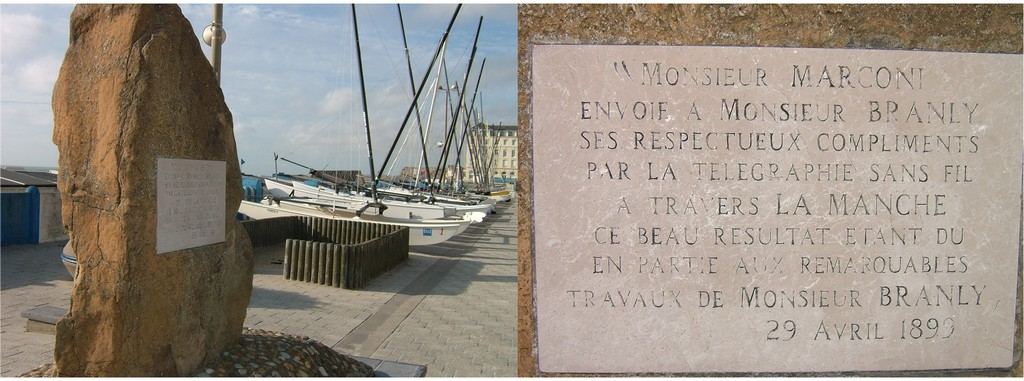
Première liaison par TSF à partir de Wimereux - 1899.

À la suite des liaisons de télégraphie sans fil réalisées avec succès par Guglielmo Marconi du 27 mars au 29 avril 1899 entre une station installée à Wimereux (Pas-de-Calais), une à South-Fireland (Douvres) et deux navires L’Ibis et La Vienne, naviguant dans la Manche, Guglielmo Marconi adresse le 29 avril 1899 le télégramme suivant à Édouard Branly :

« M. Marconi envoie à M. Branly ses respectueux compliments pour la télégraphie sans fil à travers la Manche - STOP - Ce beau résultat étant dû en partie aux remarquables travaux de M. Branly - STOP. »

En effet, tous les récepteurs utilisés au cours de ces expériences, à terre comme à bord des deux navires, sont équipés des radioconducteurs conçus par Branly. Édouard Branly répond à ce télégramme :

« M. Branly remercie M. Marconi de son magnifique succès et lui exprime son admiration. »

### La télémécanique sans fil
Le 20 mars 1905, Édouard Branly présente devant l'Académie des sciences une application du radioconducteur : le contrôle d'actions produites à distance par les ondes électriques. « La conductibilité d'un radioconducteur à un poste de réception, provoquée par des ondes électriques issues d'un poste d'émission, entraine par l'intermédiaire d'un relais, comme pour l'inscription d'un signal dans un circuit local agencé à l'avance, les déclenchements que l'on est capable de réaliser dans une commande par fil de ligne ».
Le 30 juin 1905, Édouard Branly présente devant 5 000 personnes, au Trocadéro, une expérience de télémécanique.

### Publications

#### Communications à l'Académie des sciences
- Édouard Branly, Mesures de la polarisation dans l'élément voltaïque, Académie des sciences, séance du 19 février 1872.
- Édouard Branly, Mesures de l'intensité des courants au moyen de l'électromètre, Académie des sciences, séance du 12 août 1872.
- Édouard Branly, Évaluation en unités mécaniques de la quantité d'électricité que produit un élément de pile, Académie des sciences, séance du 15 décembre 1873.
- Édouard Branly, Sur l'emploi du gaz d'éclairage comme source constante dans les expériences de rayonnement, Académie des sciences, séance du 21 mars 1887.
- Édouard Branly, Nouveau mode d'emploi du thermomultiplicateur, Académie des sciences, séance du 12 avril 1887.
- Édouard Branly, La déperdition des deux électricités à la lumière de radiations très réfrangibles, Académie des sciences, séance du 8 avril 1890.
- Édouard Branly, Courants photoélectriques entre les deux plateaux d'un condensateur, Académie des sciences, séance du 28 avril 1890.
- Édouard Branly, Variations de la conductibilité sous diverses influences électriques, Académie des sciences, séance du 24 novembre 1890.
- Édouard Branly, Variations de conductibilité des substances isolantes, Académie des sciences, séance du 12 janvier 1891.
- Édouard Branly, Déperdition des deux électricités par les rayons très réfrangibles, Académie des sciences, séance du 11 janvier 1892.
- Édouard Branly, Nouvelle conductibilité unipolaire des gaz, Académie des sciences, séance du 4 avril 1892.
- Édouard Branly, Conductibilité des radioconducteurs ou conductibilité électrique discontinue. Assimilation à la continuité nerveuse, Académie des sciences, séance du 27 décembre 1898.
- Édouard Branly, Télégraphie sans fil et collisions en mer, Académie des sciences, séance du 18 juillet 1898.
- Édouard Branly, Radioconducteurs à limaille d'or et de platine, Académie des sciences, séance du 26 décembre 1898.
- Édouard Branly, Récepteur de télégraphie sans fil, Académie des sciences, séance du 26 mai 1902.
- Édouard Branly, Distribution et contrôle d'actions produites à distance par les ondes électriques, Académie des sciences, séance du 20 mars 1905[33].
- Édouard Branly, Appareil de Télémécanique sans fil de ligne, Académie des sciences, séance du 26 juin 1905.
- Édouard Branly, Conductibilité intermittente des minces couches diélectriques, Académie des sciences, séance du 11 novembre 1912.

#### Ouvrages
- Édouard Branly, Traité élémentaire de physique, Éditions Poussielgue, Paris, 1899[f].
- Édouard Branly, Cours élémentaire de Physique et Problèmes de Physique, Éditions J. de Gigord, Paris, 1900[g].
- Édouard Branly, La TSF, télégraphie et téléphonie sans fil, Paris, Payot, 1923[h].
- Édouard Branly, Électricité, Éditions J. de Gigord, Paris, 1934.